# 托萊多 (伊利諾伊州)
托萊多（英語：Toledo）是一個位於美國伊利諾伊州坎伯蘭縣的城市。根據2010年美國人口普查，該地人口為1238人，而該地的面積約為2.36平方千米。同時該地也是坎伯蘭縣的縣治。

## 地理
托萊多的座標為39°16′20″N 88°14′34″W / 39.27222°N 88.24278°W，而該地的平均海拔高度為182米（即597英尺）。